# Douglas Orson ReVelle
Douglas Orson ReVelle (Rochester (New York), 9 dicembre 1945 – Albuquerque, 2 maggio 2010) è stato un astronomo e fisico statunitense, conosciuto in particolare per i suoi studi pionieristici nel campo della meteoritica. Ha rivolto le proprie attività di ricerca, in particolare, agli aspetti dell'aerodinamica e dell'acustica (con particolare interesse per gli infrasuoni) correlati alla fenomenologia delle meteore.
ReVelle è stato membro dell'Unione Astronomica Internazionale (IAU): ha partecipato ai lavori della Commissione 22 (Meteors, Meteorites & Interplanetary Dust).

## Biografia
ReVelle ha studiato presso il Department of Atmospheric, Ocean and Space Sciences dell'Università del Michigan a Ann Arbor dove nel 1968 ha conseguito una laurea breve (Bachelor of Science) in meteorologia e oceanografia, nel 1970 una specializzazione (Master of Science) in aeronomia e atmosfere planetarie e nel 1974 un dottorato di ricerca (Ph.D.) in scienza dell'atmosfera.
In seguito, ha svolto attività di ricerca presso l'Istituto di astrofisica Herzberg ad Ottawa (Ontario) del National Research Council del Canada dal 1974 al 1976 e, successivamente, presso il Dipartimento di Magnetismo terrestre presso la Carnegie Institution for Science a Washington, dal 1977 al 1978.
ReVelle ha successivamente intrapreso la carriera accademica, insegnando Fisica dal 1978 al 1984 presso la Northern Arizona University a Flagstaff (Arizona).  Dopo aver lavorato dal 1984 al 1985 presso il Marshall Space Flight Center della NASA a Huntsville (Alabama), ReVelle ha insegnato Meteorologia dal 1985 al 1994 presso la Northern Illinois University a DeKalb (Illinois).
Dal 1994 al 2010 lavorò come fisico dell'atmosfera presso il Los Alamos National Laboratory e, in parallelo dal 2008 al 2010, insegnò presso l'University of Western Ontario a London nell'Ontario.
Oltre a questi lavori di lunga durata ReVelle ha trascorso un semestre sabbatico presso l'Università del Wyoming e lavorato per periodi più brevi, presso l'Argonne National Laboratory situato nei pressi di Chicago (Illinois), presso il Jet Propulsion Laboratory a Pasadena (California) e presso l'Osservatorio di Ondřejov nella Repubblica Ceca.
ReVelle è andato in pensione nel febbraio 2010.
ReVelle era sposato dal 1967 con Ann Johnston, conosciuta quando studiava all'università; hanno avuto due figli, David e Peter. Aveva due fratelli. ReVelle amava viaggiare, fare escursioni e guardare vecchi film. ReVelle è deceduto per un linfoma.

## Pubblicazioni
Da solo o con coautori ha scritto numerosi articoli scientifici, tra i quali si possono citare i seguenti:
- How to detect low frequency acoustic waves in the atmosphere (1996).[8]
- Fireball dynamics, energetics, ablation, luminosity and fragmentation modeling (2002).[9]
- Recent advances in bolide entry modeling: a bolide potpourri (2004)[10]
- Bolide energy estimates from infrasonic measurements (2004)[11]
- Surface Heating from Remote Sensing of the Hypervelocity Entry of the NASA GENESIS Sample Return Capsule (2006)[12]
- An estimate of the terrestrial influx of large meteoroids from infrasonic measurements (2009)[13]

## Riconoscimenti
Gli è stato dedicato un asteroide, 13358 Revelle.